# Trematuridae
Trematuridae (лат.) — семейство клещей отряда Mesostigmata, включающее более 400 видов.

## Описание
Идиосома овальная, цвет красновато-коричневый или желтовато-коричневый. Генитальный щит самки скутумный, обычно с передним отростком. Внутренний край маргинального щита обычно волнистый. Корникулы с несколькими (1-4) зубцами, гнатосмальные волоски h1 гладкие и часто расположены на небольшом выступе, h2-h4 ворсистые. Основание тритостернума вазообразное, с боковыми шипиками или без них, тритостернальные лацинии латерально волосистые, подвижный палец хелицер такой же длины, как и неподвижный, крупный, с 3-5 зубцами на обеих пальцах. Внутренний склеротизированный узел хелицер присутствует.

## Классификация
Известно более 400 видов.
- Ipiduropoda Sellnick, 1952
- Nenteria Oudemans, 1915
  - Calurodiscus Radford, 1950
  - Urodiscus Berlese, 1917
- Trematurella Trägårdh, 1942[4]
- Trematirunella Kontschán et Ermilov, 2025[2]
- Trematuroides Cooreman, 1960
- Trichofrondosa W.Hirschmann, 1986
- Trichoobscura W.Hirschmann, 1986
  - Trichobarbatula Hirschmann, 1986
  - Trichocalcarata Hirschmann, 1986
- Trichouropoda Berlese, 1917[1]. Род включает более 300 видов и множество синонимов[5][6][7][8][9]: 
  - Cerolinychus Berlese, 1917
  - Dentidinychus Sellnick, 1926
  - Pseuduropoda Oudemans, 1938
  - Tichouropoda Zoological Record
  - Trematura Berlese, 1918
  - Trichodinychus Berlese, 1917
  - Urolaelaps Berlese, 1917
  - Urospina Sellnick, 1932